# Advanced Digital Broadcast Holdings
Die Advanced Digital Broadcast Holdings SA (ADB) mit Sitz in Pregny-Chambésy GE ist ein international tätiger Schweizer Hersteller von Set-Top-Boxen für die digitale Fernsehübertragung. Die Unternehmensgruppe beschäftigt 756 Mitarbeiter und erwirtschaftete 2007 einen Umsatz von 296 Millionen US-Dollar. Das Unternehmen war an der Schweizer Börse SWX Swiss Exchange kotiert.

## Tätigkeitsgebiet
Das Unternehmen entwickelt, produziert und vertreibt Set-Top-Boxen für den Empfang von digitalem Fernsehen in den Bereichen Kabelfernsehen, Satellitenfernsehen, IPTV sowie DVB-T. Das Unternehmen entwickelt zudem die dazugehörige Software sowie Lösungen für interaktives Fernsehen.

## Geschichte
Das Unternehmen wurde 1995 gegründet und widmete sich zunächst der Software-Entwicklung für digitale Fernsehübertragung. Später folgte der Einstieg im Bereich der Set-Top-Boxen. 2005 ging das Unternehmen durch einen IPO an die Börse.